# Starowice (Otmuchów)
Starowice (deutsch Starrwitz, 1936–1945 Waldreuth) ist ein Dorf der Stadt- und Landgemeinde Otmuchów im Powiat Nyski in der Woiwodschaft Opole in Polen.

## Geographie

### Geographische Lage
Das Straßendorf Starowice liegt im Südwesten der historischen Region Oberschlesien. Der Ort liegt etwa fünf Kilometer nordwestlich des Gemeindesitzes Otmuchów, etwa 15 Kilometer nordwestlich der Kreisstadt Nysa und etwa 70 Kilometer südwestlich der Woiwodschaftshauptstadt Opole.
Starowice liegt in der Przedgórze Sudeckie (Sudetenvorgebirge) innerhalb der Wzgórza Niemczańsko-Strzelińskie (Nimptsch-Strehlen-Höhen). Der Ort liegt an der stillgelegten Bahnstrecke Otmuchów–Przeworno.

### Nachbarorte
Nachbarorte von Starowice sind im Norden Ogonów (Ogen), im Osten Siedlec (Zedlitz), im Südosten Malerzowice Małe (Klein Mahlendorf) sowie im Südwesten Maciejowice (Matzwitz).

## Geschichte
In dem Werk Liber fundationis episcopatus Vratislaviensis aus den Jahren 1295–1305 wird der Ort erstmals als Starowicz erwähnt. Für das Jahr 1369 ist die Ortsbezeichnung Starowicz überliefert.
Nach dem Ersten Schlesischen Krieg 1742 fiel Starrwitz mit dem größten Teil Schlesiens an Preußen.
Nach der Neuorganisation der Provinz Schlesien gehörte die Landgemeinde Starrwitz ab 1816 zum Landkreis Grottkau im Regierungsbezirk Oppeln. 1836 erhielt das Dorf eine Schule. 1845 bestanden im Dorf ein Schloss, eine Kapelle, eine katholische Schule sowie 39 weitere Häuser. Im gleichen Jahr lebten in Starrwitz 232 Menschen, davon neun evangelisch. 1855 lebten 279 Menschen in Starrwitz. 1865 bestanden im Ort 22 Gärtner. Die einklassige Schule wurde im gleichen Jahr von 43 Schülern besucht. 1874 wurde der Amtsbezirk Gauers errichtet, zu dem die Landgemeinden EGauers, Pillwösche, Satteldorf, Starrwitz und Tharnau b. Ottmachau sowie die Gutsbezirken Gauers, Pillwösche, Satteldorf, Starrwitz I, Starrwitz II und Tharnau b. Ottmachau gehörten. Erster Amtsvorsteher war der Rittergutsbesitzer und Hauptmann a. D. von Scheliha. 1885 zählte Starrwitz 193 Einwohner.
1933 lebten in Starrwitz 314 Menschen. Am 22. Juli 1936 wurde der Ort im Zuge einer Welle von Ortsumbenennungen der NS-Zeit in Waldreuth umbenannt. 1939 lebten 282 Menschen in Waldreuth. Bis Kriegsende 1945 gehörte der Ort zum Landkreis Grottkau.
Als Folge des Zweiten Weltkriegs fiel Waldreuth 1945 wie der größte Teil Schlesiens unter polnische Verwaltung. Nachfolgend wurde es zunächst in Macewice umbenannt und der Woiwodschaft Schlesien angeschlossen. Die deutsche Bevölkerung wurde weitgehend vertrieben. 1947 wurde der Ortsname in Starowice geändert. 1950 wurde es der Woiwodschaft Oppeln eingegliedert. 1999 kam der Ort zum wiedergegründeten Powiat Nyski. 2007 lebten 172 Menschen im Ort.

## Sehenswürdigkeiten
- Das Schloss Starrwitz wurde 1869 im neoklassizistischen Stil im Auftrag von Ernest von Schelih erbaut.[9] Das Schloss wurde 1965 unter Denkmalschutz gestellt.[10]
- Umgeben ist das Schloss von einem Landschaftspark, welcher 1981 unter Denkmalschutz gestellt wurde.[10]
- Kapelle
- Bildstock

## Persönlichkeiten
- Paul Scholz (1822–1908), Rittergutsbesitzer in Starrwitz und Parlamentarier